# Domino Strays
Domino: Strays è un romanzo d'avventura scritto da Tristan Palmgren, pubblicato nel 2021 e distribuito in Italia da Asmodee su licenza di Aconyte Books. Fa parte di una collana di romanzi basati su alcuni personaggi della Marvel e racconta alcune avventure della mutante Domino.

## Trama
Domino, all'anagrafe Neena Thurman, è una mutante ex agente X-Force, oggi stabilitasi a Chicago per fare la mercenaria. Viene contattata e ben presto ingaggiata dalla signora Rebecca Munoz con la missione di liberare i suoi due figli gemelli che sono stati plagiati, insieme ad altre centinaia di persone, da una setta creata dal fanatico Dallas Bader Pearson col solo scopo di acquisire potere mediatico, politico ed economico. Sfruttando i suoi poteri di "creatrice di fortuna", dovrà infiltrarsi nella setta di nascosto per liberare i due ragazzi inconsapevolmente divenuti ostaggi. Decide di riunire una squadra composta da alcune fidate amiche: Natasha Romanoff Vedova Nera, Rachel Leighton (Diamante), Inez Temple (Outlaw), Volpe Bianca e Orsa dell'Atlante. Queste la aiuteranno in maniera altalenante trasformando la missione di salvataggio di due ragazzi in una missione di sabotaggio di una setta.
Nel contempo gli episodi che Neena vive a Chicago, le fanno ricordare il passato tra gli incubi del Progetto Armageddon, il programma del supersoldato che le ha rovinato la vita e distrutto la famiglia quando era una ragazzina, e l'incontro avvenuto da adolescente con la madre che cercava ancora una volta di persuaderla ed usarla per scopi malvagi.

## Edizioni
- Tristan Palmgren, Domino: Strays, collana Marvel Heroines, traduzione di Fiorenzo Delle Rupi, Aconyte Books, Luglio 2021,  p. 296, ISBN 9791280710000.
«A tutti i bambini che hanno mangiato il primo marshmallow.»
- Tristan Palmgren, Domino: Strays, collana Marvel Heroines, traduzione di Fiorenzo Delle Rupi, Aconyte Books, Luglio 2021,  p. 296, ISBN 9791280710017.
«A tutti i bambini che hanno mangiato il primo marshmallow.»
- Tristan Palmgren, Domino: Strays, collana Marvel Heroines, traduzione di Fiorenzo Delle Rupi, Aconyte Books, Luglio 2021,  p. 296, ISBN 9791280710024.
«A tutti i bambini che hanno mangiato il primo marshmallow.»